# Virginia Slims Championships 1975
Il Virginia Slims Championships 1975 è stato un torneo di tennis femminile giocato a Los Angeles negli USA dal 31 marzo al 5 aprile sui campi in sintetico indoor del Los Angeles Sports Arena. È stata la 4ª edizione del torneo di fine anno di singolare, 3ª di doppio.

## Campionesse

### Singolare
Chris Evert ha battuto in finale  Martina Navrátilová con il punteggio di 6–4, 6–2

### Doppio
Il torneo di doppio è stato giocato a a Tokyo